# Saarde kommun
Saarde kommun (estniska: Saarde vald) är en kommun i landskapet Pärnumaa i sydvästra Estland. Kommunen ligger cirka 140 kilometer söder om huvudstaden Tallinn. Staden Kilingi-Nõmme utgör kommunens centralort.
Den 16 oktober 2005 uppgick Kilingi-Nõmme stad samt Tali kommun i Saarde kommun. Tolv år senare, den 21 oktober 2017, uppgick även Surju kommun i Saarde kommun.

## Geografi

### Klimat
Årsmedeltemperaturen i trakten är 6,8 °C. Den varmaste månaden är juli, då medeltemperaturen är 18,3 °C, och den kallaste är januari, med −3,7 °C.

## Orter
I Saarde kommun finns en stad, en småköping samt 35 byar.

### Städer
- Kilingi-Nõmme (centralort)

### Småköpingar
- Tihemetsa

### Byar
- Allikukivi
- Ilvese
- Jaamaküla
- Jäärja
- Kalda
- Kalita
- Kamali
- Kanaküla
- Kikepera
- Kõveri
- Kärsu
- Laiksaare
- Lanksaare
- Leipste
- Lodja
- Lähkma
- Marana
- Marina
- Metsaääre
- Mustla
- Oissaare
- Pihke
- Rabaküla
- Reinu
- Ristiküla
- Saarde
- Saunametsa
- Sigaste
- Surju
- Tali
- Tuuliku
- Tõlla
- Veelikse
- Viisireiu
- Väljaküla